# Alejandra Isaza
Alejandra Isaza Vélez (Medellín, 10 de diciembre de 1987) es una modelo y presentadora de televisión colombiana. 
Ha participado de manera consecutiva en diez ediciones de la feria de moda Colombiamoda. Estudió Derecho en la Universidad de Medellín. Fue finalista del reality Chica E!, el cual busca a una modelo para ser imagen y parte del canal Entertainment Channel en América Latina.
Comenzó su carrera en la presentación en el programa Tigo Music, como presentadora sustituta. Estuvo en Noticias Caracol de enero a mayo de 2017, primero como reportera y luego como presentadora de la sección de entretenimiento Show Caracol en las emisiones de noticias de los fines de semana.
Presentó el programa Colas y bigotes, de la cadena regional Teleantioquia.
Participó en el reality Guerreros Cobras Vs Leones del Canal Uno.